# 和光寺
和光寺（わこうじ）は、大阪市西区北堀江にある浄土宗の寺院。山号は蓮池山。本尊は善光寺式阿弥陀三尊。尼僧が住職を務める。摂津国八十八箇所第3番札所。あみだ池（あみだいけ）の通称で知られ、大阪市の南北幹線道路のひとつであるあみだ池筋の名称は当寺院に由来する。

## 歴史
この地にある阿弥陀池は、後に信濃国善光寺の本尊となる阿弥陀如来像が捨てられ、また引き上げられた場所として有名であり、江戸時代の初期には念仏修行者の精舎が建てられていた。そこに、元禄11年（1698年）堀江新地の開発に合わせて智善上人が善光寺の本尊が出現した霊地として新たに寺院を建立、開山である智善から院号をとって蓮池山智善院和光寺と称した。
江戸幕府の命令で境内地は1800坪とし、また永代寺地と定められた。そして善光寺から全長約45センチメートルの金銅製阿弥陀仏像を迎え、元禄12年（1699年）に本尊として祀った。迎えられた阿弥陀仏というのは善光寺の本尊である一光三尊の善光寺式阿弥陀三尊を、承久3年（1221年）に浄蓮上人にお告げが下り、同年5月に模して制作されたものである。光背には七仏薬師が付いており、現当二世のご利益があるとされるものである。
江戸時代には本堂・放光閣・観音堂・普門堂・愛染堂・薬師堂・抹香地蔵（まっこうじぞう）・閻魔堂・地蔵堂・金比羅権現（こんぴらごんげん）・金銅地蔵・鐘堂があった。周辺で参詣人を目当てとした「いろは茶屋」と称する47軒の茶屋が遊所として商いを行なっていたほか、境内にも浄瑠璃の席、講釈の寄席、軽業等の見世物や物売りの店が並び、特に富くじと植木市が有名であった。
1945年（昭和20年）3月14日、米軍による第1回大阪大空襲で本堂・諸堂などが焼失した。
戦後の復興計画により境内地が削られたが、1947年（昭和22年）には仮本堂を建立。放光閣も再建された。1953年（昭和28年）には庫裡が完成、1961年（昭和36年）6月15日、本堂の落慶法要が営まれた。本堂は鉄筋コンクリート建て、一階は会合など集会に使用できるようになっている。

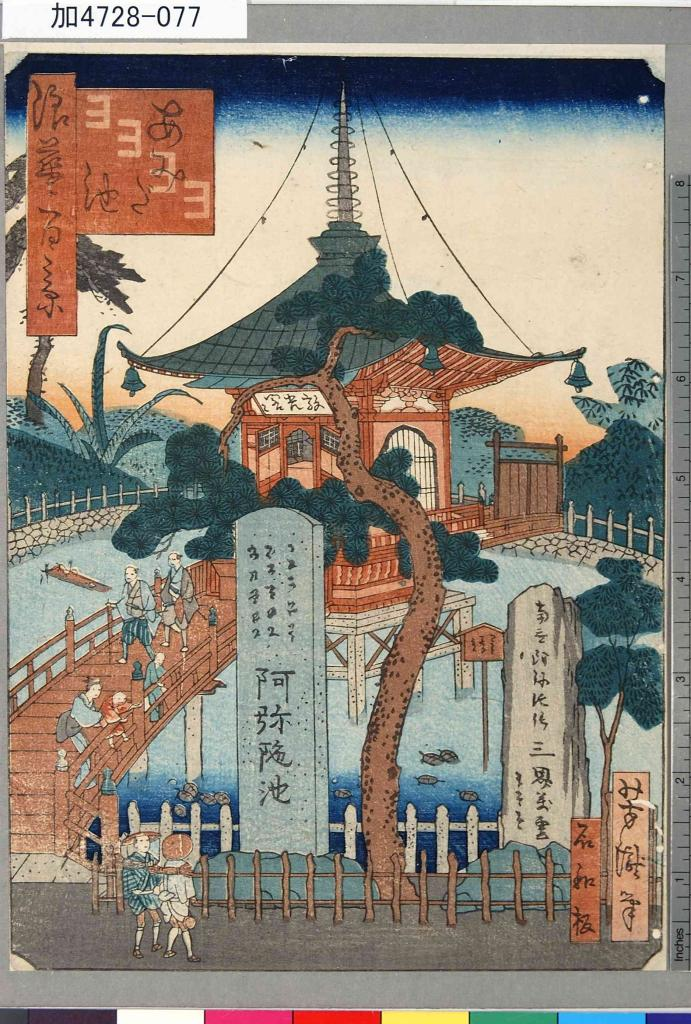
『浪花百景』「あみだ池」芳瀧（石川屋）

## 阿弥陀池（あみだ池）
境内に阿弥陀池（あみだいけ）がある。堀江新地の開発以来、和光寺の東西一帯は阿弥陀池に由来した御池通（みいけどおり）という町名となり、明治の一時期を除いて1978年（昭和53年）に現在の町名に変更されるまで存在した。池の中央には放光閣（ほうこうかく）という宝塔がある。上方落語の演目の舞台にもなっている（尼寺であることも、ネタの中で触れられている）。

### 信濃善光寺本尊
長野県の善光寺本尊である一光三尊の善光寺式阿弥陀三尊は欽明天皇13年（552年）、百済国より仏教伝来とともに伝わった、日本最古の仏像とされている。仏教伝来以降、崇仏・廃仏の論争が続く中、廃仏派の物部氏により難波の堀江に棄てられた。

### 本田善光
信濃国国司・本田善光が難波の堀江に棄てられた阿弥陀如来をこの池より救った。このことからこの池が阿弥陀池といわれるようになった。後に池から救い出された阿弥陀如来は信濃国伊那郡の若麻績里(現在の長野県飯田市の元善光寺)に祀ったが、皇極天皇元年（624年）に現在の善光寺のある長野市元善町に移した。

## 境内
- 本堂 - 1961年（昭和36年）6月15日再建。
- 地蔵堂
- 松梅稲荷大明神
- 庫裏 - 1953年（昭和28年）建立。
- 阿弥陀池（あみだ池、大阪市指定史跡）
- 放光閣
- 白龍大明神
- 和光殿
- 山門

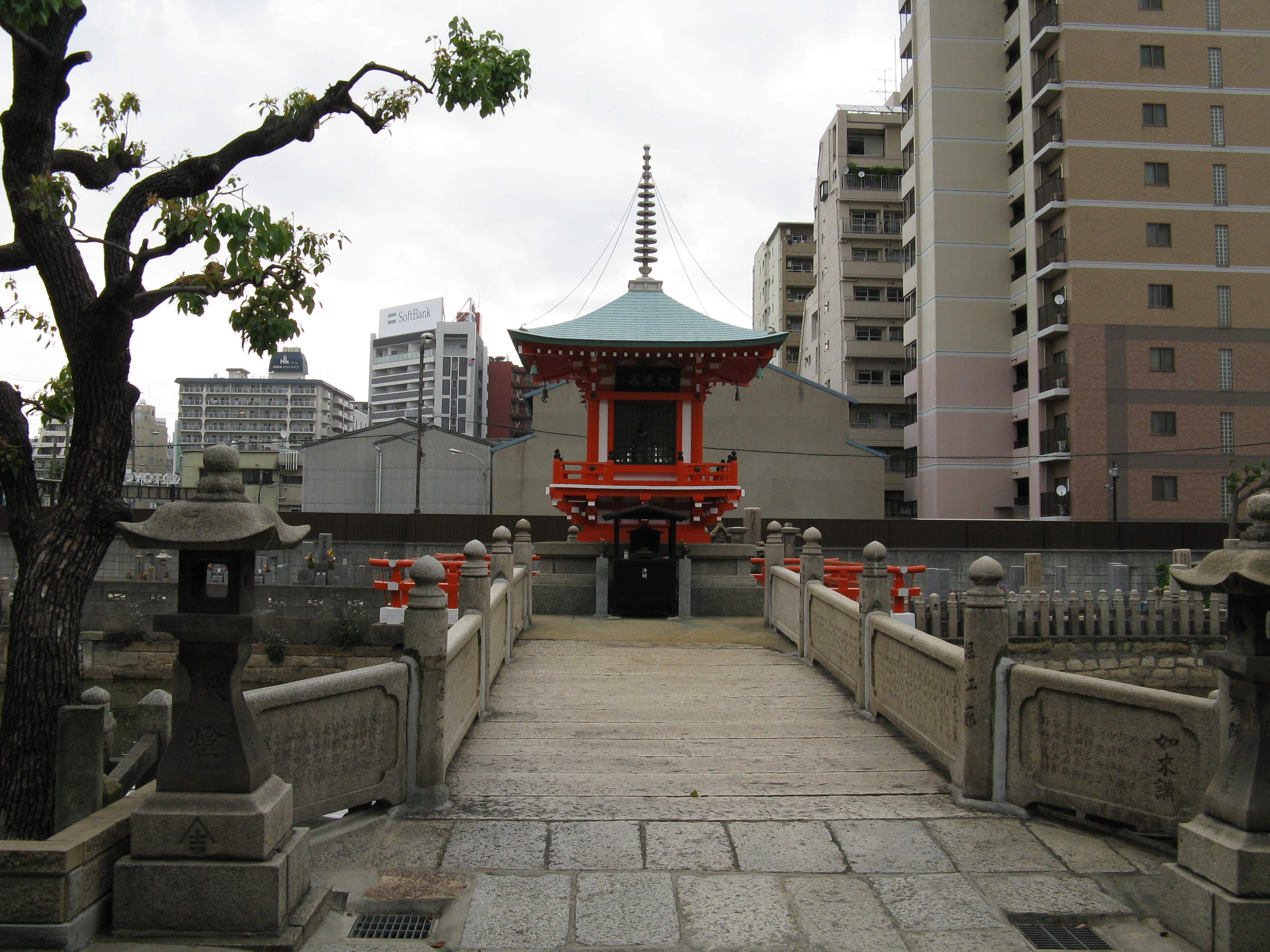
阿弥陀池の放光閣
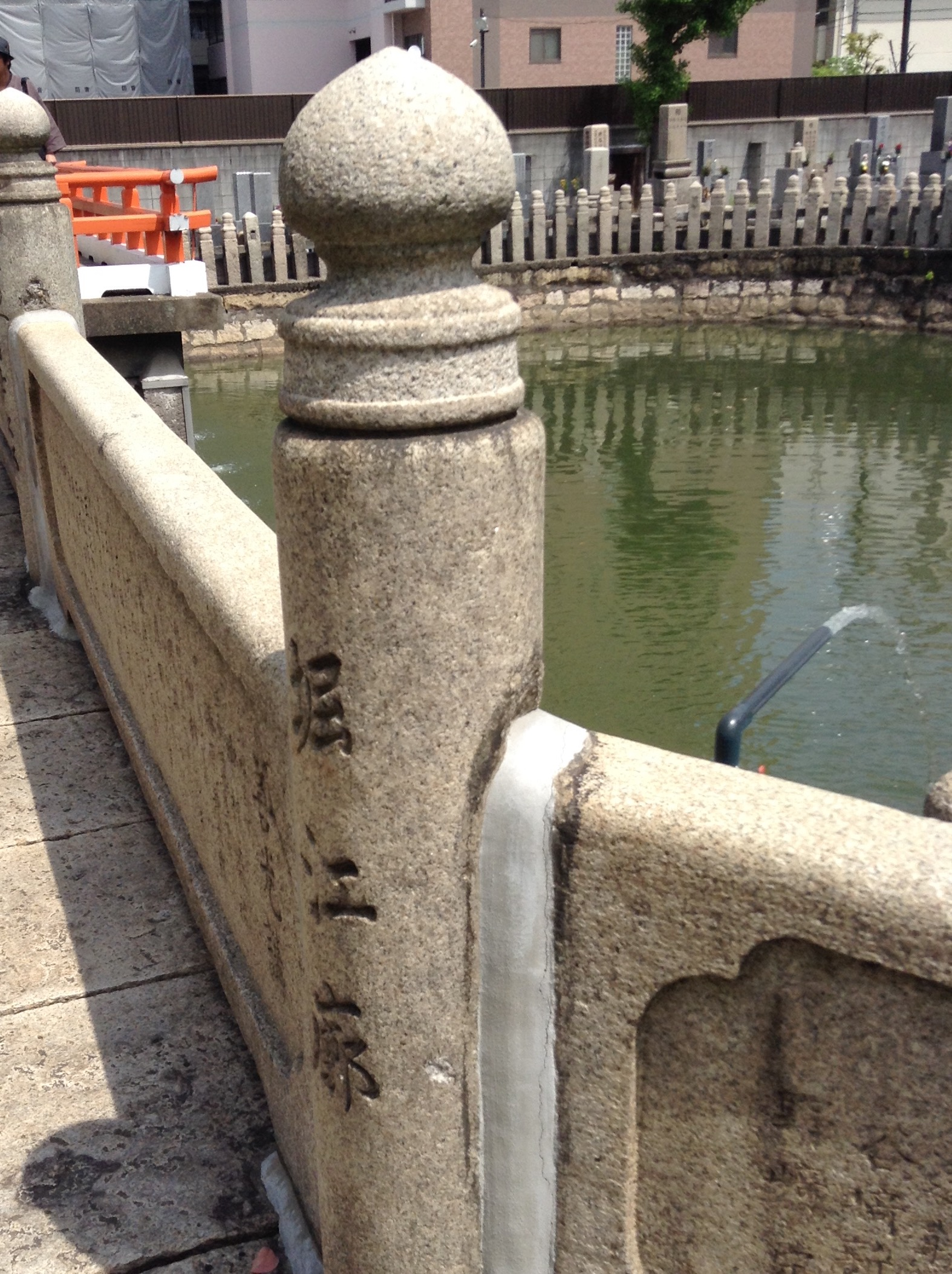
阿弥陀池（堀江廓の欄干）
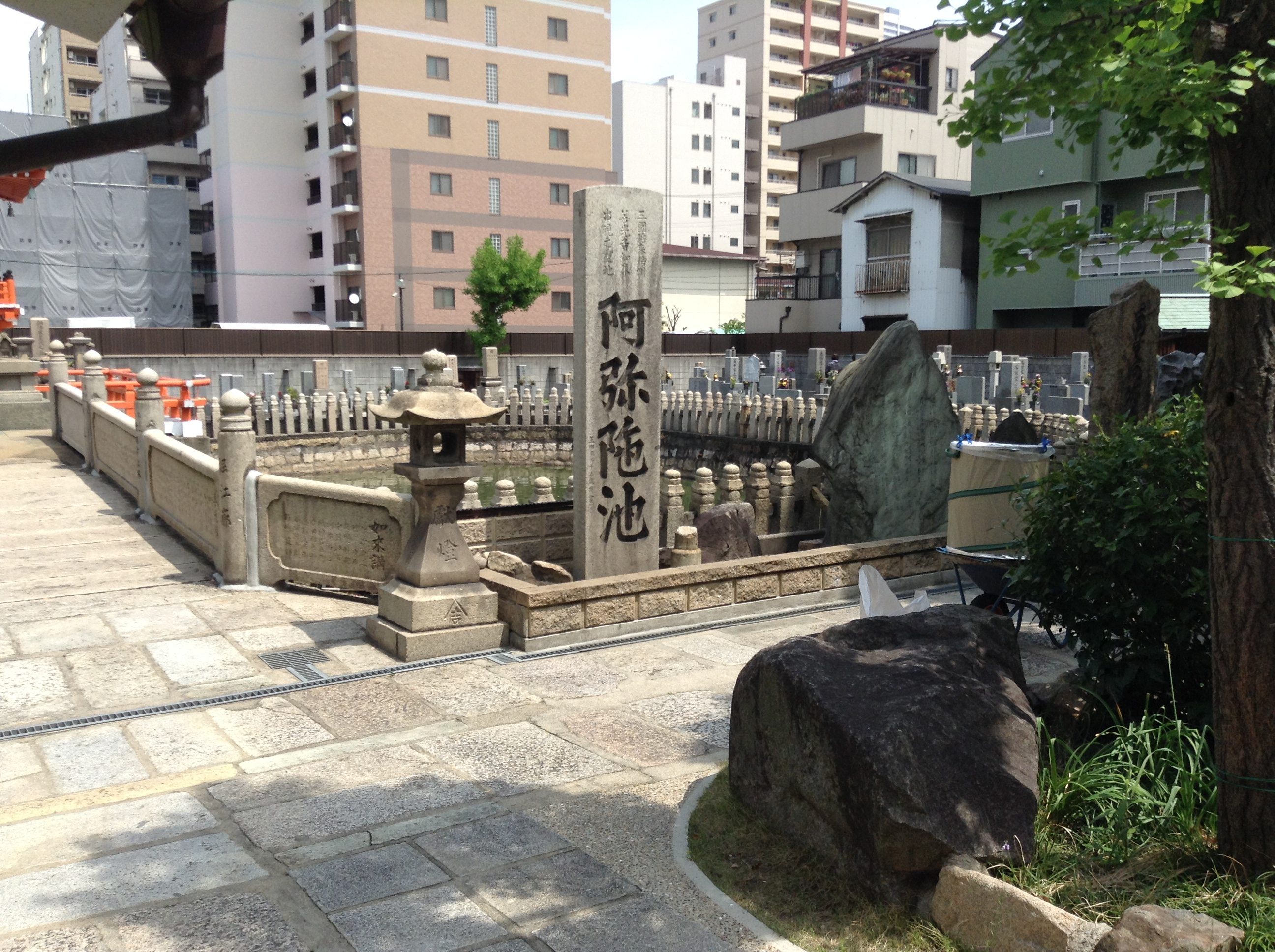
阿弥陀池（阿弥陀池の碑）
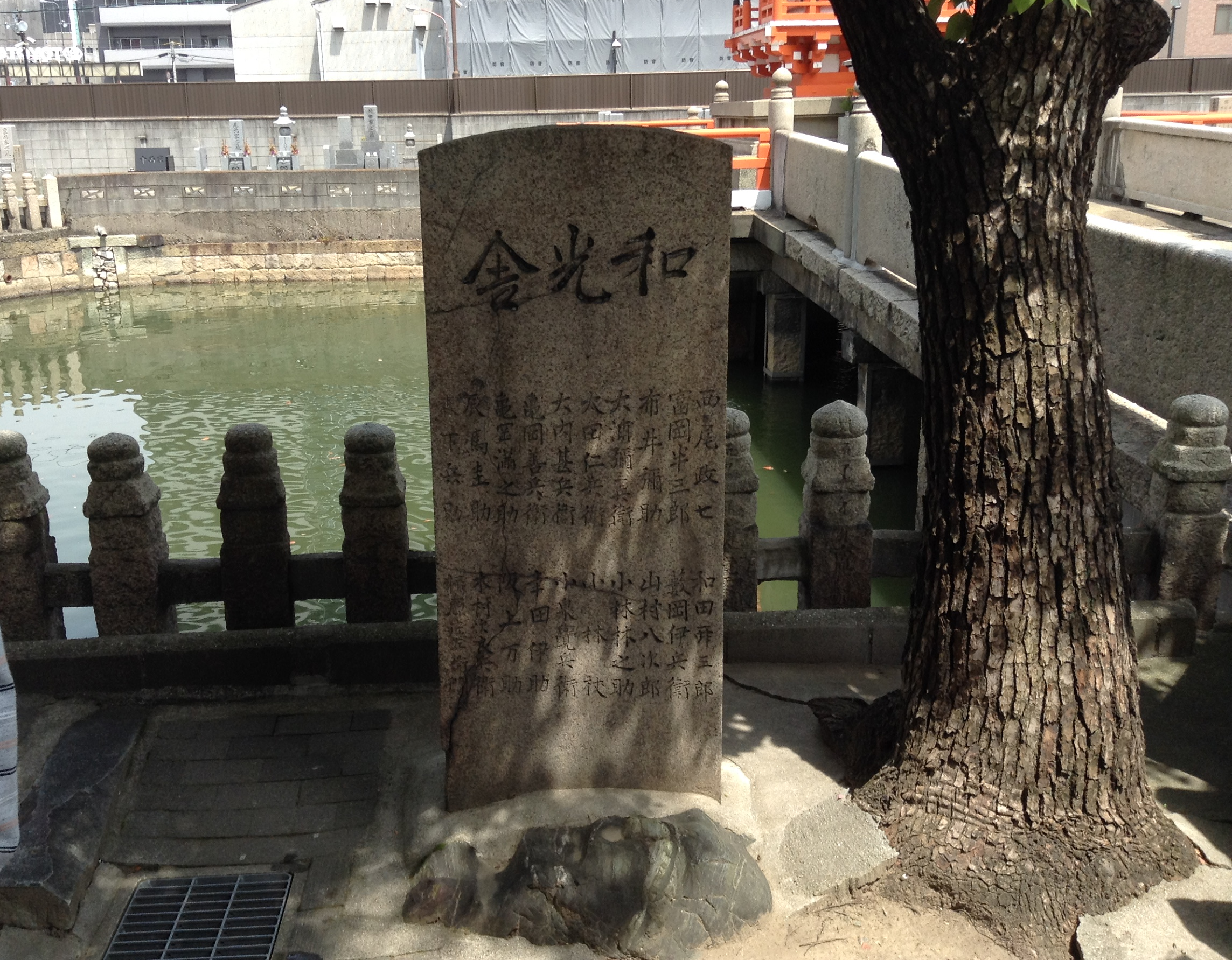
阿弥陀池（和光舎の碑）
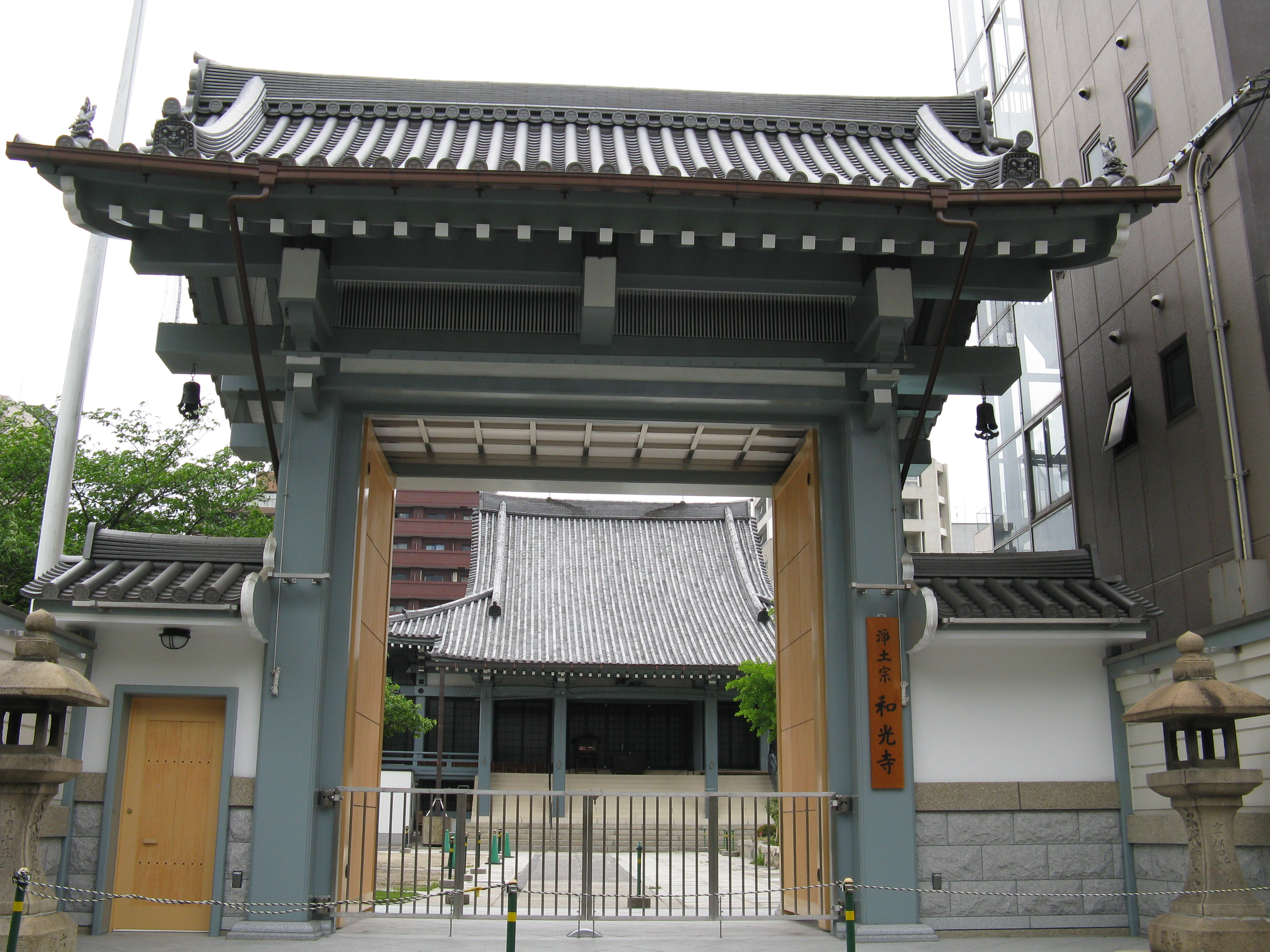
山門
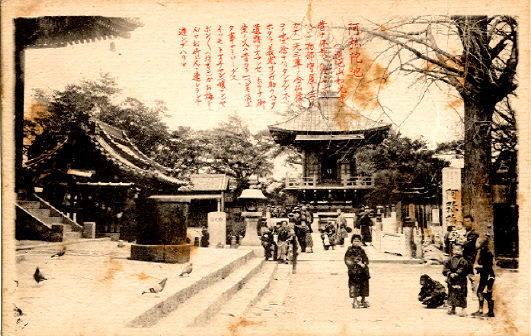
阿弥陀池（蓮池山和光寺）
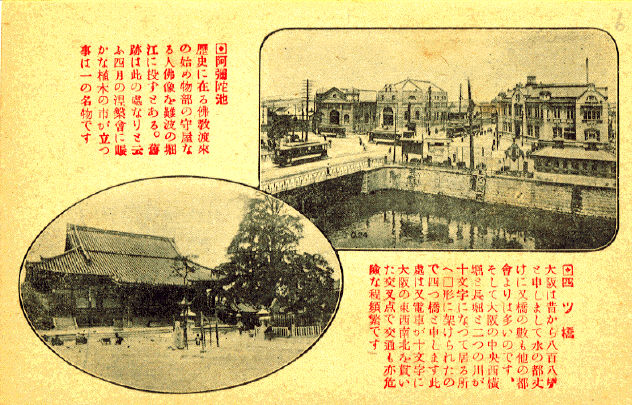
阿弥陀池／四ツ橋
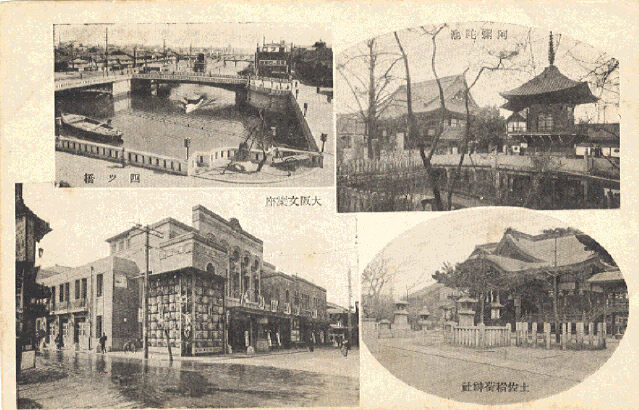
阿弥陀池/四ツ橋/土佐稲荷神社/大阪文楽座
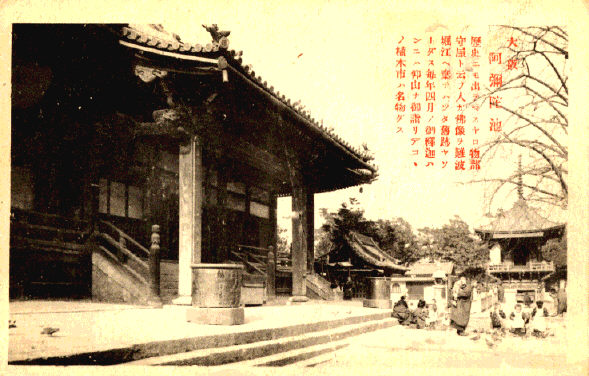
大阪阿弥陀池
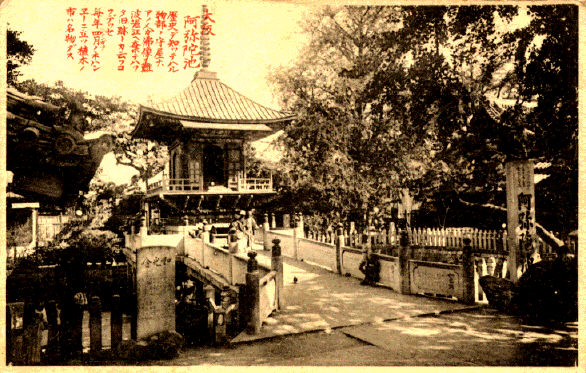
大阪阿弥陀池
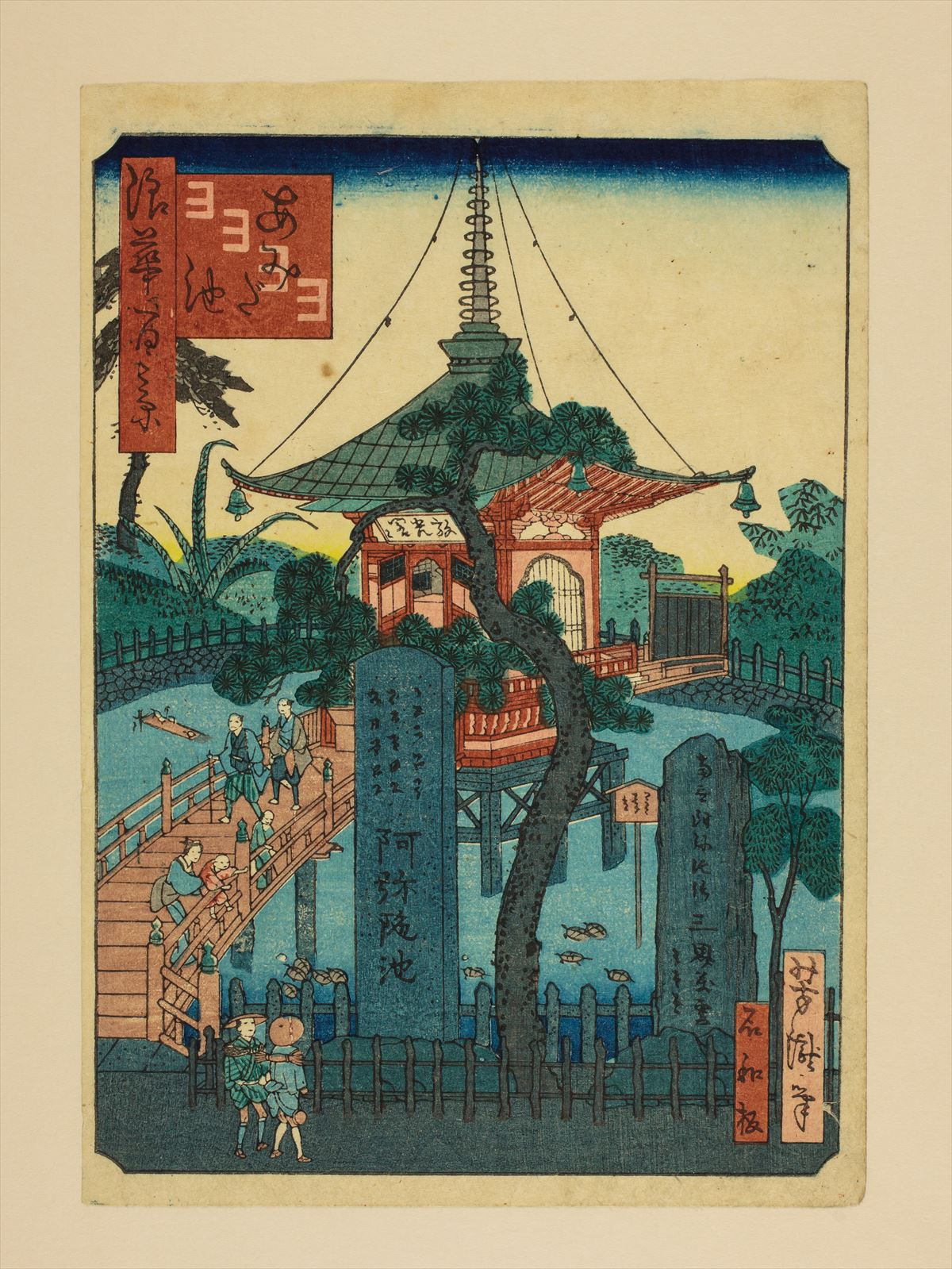
芳瀧画 あみだ池（浪花百景）

## 墓・碑

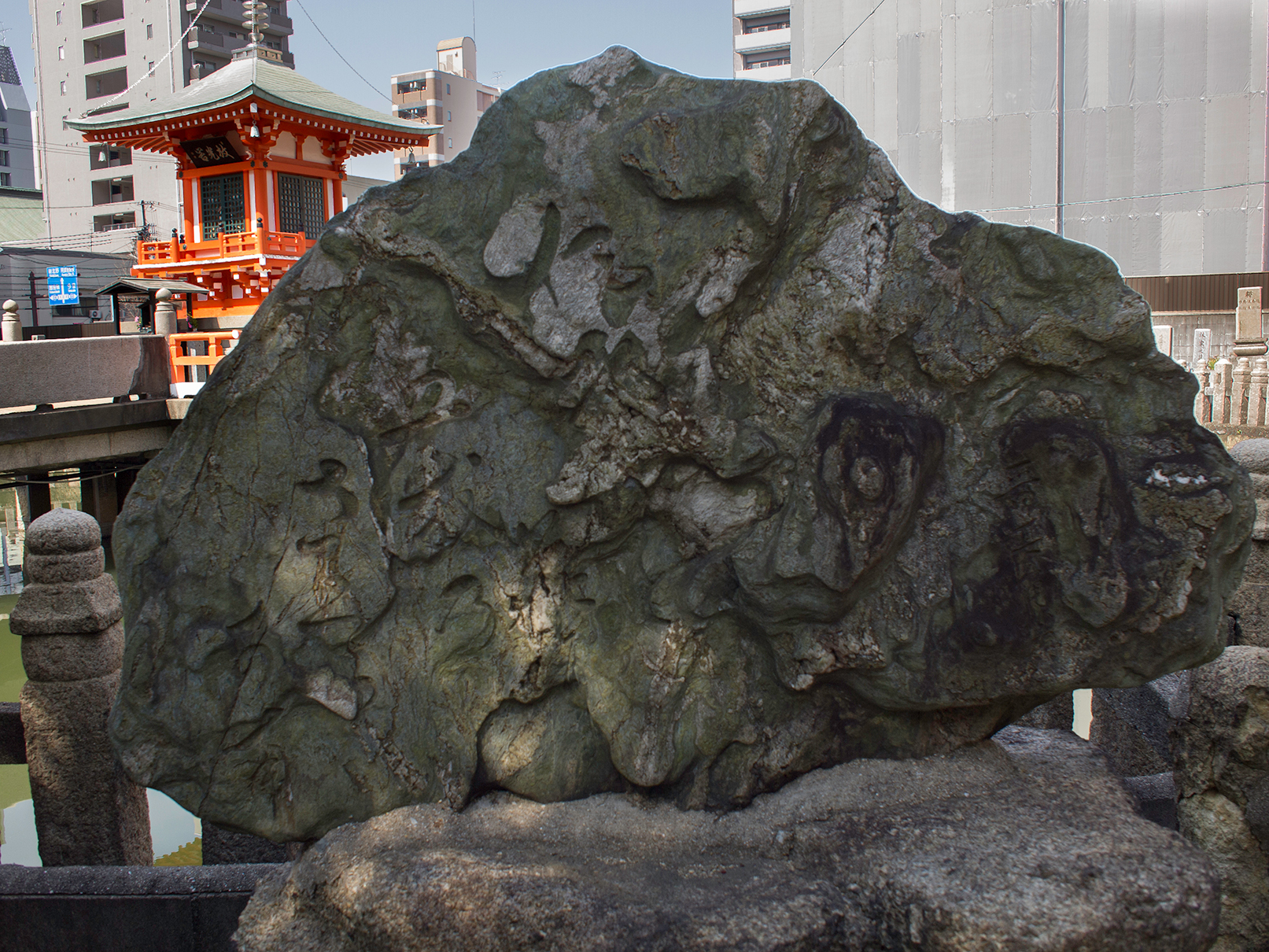
其角句碑

- 伏屋素狄顕彰碑 - 境内に伏屋素狄（ふせやそてき）の顕彰碑がある[6]。1967年（昭和42年）11月に日本医師学会・日本生理学会が発起、日本医師会が賛助し、「実験生理の祖 伏屋素狄」の碑が建てられた[6]。伏屋素狄の墓が失われたため、境内に顕彰碑が建てられた[7]。伏屋素狄は河内国丹南郡西村（大阪府堺市東区日置荘西町）に生まれ、14歳のときに和泉国和泉郡万町村（大阪府和泉市万町）の旧家伏屋氏の分家に養子となった[6]。漢方医学を学んで、大坂に移り開業したが、西洋医学を学び、生理学上の動物実験を何度も行い、「和蘭医話」を著した[6]。腎臓に墨汁を注入した実験で、「腎は小便の漉（こ）し役」であることを発表したが、この業績は西洋の医学界より、かなり早い発見であった[6]。文化8年（1811年）に没した。

- 其角句碑 - あみだ池のほとりの白龍大明神を祀った祠の近くに宝井其角の碑がある。碑文は以下である。

「化（あだ）なりと花に五戒のさくらかな　晋其角翁」
この句の意味は「五戒とは在家の人が守る殺生、偸盗、邪淫、妄語、飲酒の五つの禁戒をいい、桜の花を折り盗むのは五戒にひっかかるが、それほど桜の花が美しいのもあだであるなあ」
また、この碑が建てられたのは嘉永6年（1853年）。其角没後146年である。
- 吉田多市墓 - 鍼聖　大阪府立盲学校創始者　昭和12年没[9]。
- 了解墓 - 説法上手で多くの貧窮者に白米施工した傑僧　享保4年没[9]。
- 大空襲碑 - 1945年（昭和20年）3月の大空襲でこの一帯も焦土と化し、和光寺にも無数の死体が運びこまれ、そのうち引き取り手のない150人余は墓地に埋葬された[9]。25回忌の1969年（昭和44年）和光地蔵尊をつくって建碑された[9]。
- その他 - 「秀の山」「猪名川」などの力士、天保山沖での水難者などの墓、日清・日露戦役の忠魂碑などがある[9][10]。

## 文化財

### 大阪市指定有形文化財
- 銅造阿弥陀三尊立像 - 本尊。91.6センチメートル[11]。
- 木造地蔵菩薩立像 - 94.1センチメートル[12]。
- 木造釈迦涅槃像 - 167.7センチメートル[13]。
- 和光寺仏画群 4幅 附：2点
  - 紙本著色釈迦誕生図 - 縦315.7センチメートル×横257.3センチメートル[14]。文化14年（1817年）に大坂中寺町の絵師・小柴蘭渓により描かれたもの。
  - 釈迦誕生図 - 宝永8年（1711年）に長谷川金右衛門により描かれたもの。
  - 釈迦涅槃図 - 宝永8年（1711年）に長谷川金右衛門により描かれたもの。
  - 観経曼荼羅図 - 宝暦12年（1762年）に京の慶善寺俊亮により描かれ、天保3年（1832年）に小柴蘭渓によって修復されたもの。

### 大阪市指定史跡
- 阿弥陀池

## 年中行事
- 1月15日 放生会
- 2月15日 涅槃会 - 植木市がたつ[15]。
- 3月18日 春彼岸会（彼岸入りの日）
- 4月8日 花まつり - 植木市がたち、「よようかび」と称される[15]。
- 8月21日 盆施餓鬼
- 9月20日 秋彼岸会（彼岸入りの日）
- 11月14日 十夜法要

## 前後の札所
摂津国八十八箇所
2 三津寺　-　3 和光寺　-　4 了徳院

## アクセス
- 大阪府大阪市西区北堀江3丁目7-27
- OsakaMetro（千日前線・長堀鶴見緑地線）西長堀駅から東へ徒歩2分